# WWE Day of Reckoning 2
WWE Day of Reckoning 2 è un videogioco di wrestling del 2005, sviluppato da Yuke's Future Media e pubblicato da THQ in esclusiva per Nintendo GameCube.

## Caratteristiche
Day of Reckoning 2 è dotato di una grafica migliorata rispetto al suo predecessore, una nuova strategia basata sulla sottomissione e una storia che permette al giocatore di scegliere vari percorsi. Questo gioco è stato l'ultimo titolo della WWE su Nintendo GameCube e il primo titolo a riportare The Rock e Steve Austin come leggende.
La nuova caratteristica del gioco è il metro della resistenza, che rallenta il movimento del lottatore quando è vuoto, lasciandolo anche temporaneamente senza fiato e vulnerabile agli attacchi del lottatore avversario. Inoltre, sono stati inseriti vari livelli di sanguinamento del lottatore, che influiscono sulla sua capacità di recuperare energia.
Il gioco introduce anche quattro tipi di sottomissione. Mentre si applica una sottomissione, i giocatori possono scegliere tra uno dei quattro tipi di sottomissione:
- La sottomissione "Taunt", che esaurisce il metro dello slancio dell'avversario.
- La sottomissione "Rest Hold", che permette al giocatore di recuperare energia.
- La sottomissione "Drain", che scarica la resistenza dell'avversario.
- La sottomissione "Regolare", che causa vari danni.

I giocatori possono ancora creare e personalizzare i set delle mosse dei lottatori. Ad ogni personaggio si possono assegnare dalle 1 alle 9 mosse finali, una per ogni posizione che l'avversario prende.
La modalità "Storia" riparte dalla storia introdotta dal capitolo precedente, e in questa modalità possono essere utilizzati solamente i lottatori creati dal giocatore e non quelli realmente esistenti.

## Modalità di gioco
Le modalità di gioco sono:
- Uno-contro-Uno
- Tag Team
- Triple Threat
- Fatal 4 Way
- Handicap
- Royal Rumble

### Modalità "Storia"
Anche in questo capitolo è presente la modalità "Storia" come nel capitolo precedente. La storia continua dove si era fermata in Day of Reckoning, con il lottatore scelto ai vertici di Raw. Quasi un anno dopo WrestleMania XX, l'Evolution di Triple H si scioglie e il giocatore perde il World Heavyweight Championship proprio per mano di Triple H e il giocatore scende nei bassi piani del roster. Tuttavia, il giocatore ha acquisito un interesse d'amore da parte di Stacy Keibler.
Un mese prima di WrestleMania 21, Triple H perde il titolo in un match controverso contro Chris Jericho e così il titolo viene reso vacante. Nel tentativo di aumentare lo share dello show, il general manager Eric Bischoff decide di ospitare un mini-torneo per il World Heavyweight Championship e le finali si terranno proprio a WrestleMania 21. Il giocatore, con il lottatore scelto, sconfigge Chris Jericho ed avanza così in finale. Il giocatore e Triple H preparandosi per la finale vengono a scoprire che la cintura è stata rubata.
Il giocatore viene accusato di avere rubato la cintura così nel corso del gioco viene lasciato da Stacy Keibler e licenziato da Raw. Tuttavia, il general manager di SmackDown Theodore Long fa firmare al giocatore un contratto a vita per rimanere nel wrestling nel roster di SmackDown. Alla fine il giocatore riesce anche a vincere il WWE Championship e in seguito scopre anche che la cintura di Raw venne rubata da Chris Jericho, Randy Orton ed Edge.
Con il mistero risolto, Triple H richiede un match per il titolo al giocatore a WrestleMania 21 in un Last Man Standing match. Il giocatore vince l'incontro, e torna insieme a Stacy Keibler e rinsalda nuovamente l'amicizia con Triple H, che passa ad essere buono e prende possesso del World Heavyweight Championship.

## Roster
| Superstars | Divas                                                           | Leggende                                                     |
| --- | --------------------------------------------------------------- | ------------------------------------------------------------ |
| - Batista - Big Show - Booker T - Carlito - Chavo Guerrero - Chris Benoit - Chris Jericho - Chris Masters - Christian - Eddie Guerrero - Edge - Eugene - Gene Snitsky - Heidenreich - JBL - John Cena - Kane - Kenzo Suzuki - Kurt Angle - Muhammad Hassan - Orlando Jordan - Paul London - Randy Orton - Rene Duprée - Rey Mysterio - Ric Flair - Rob Van Dam - Shawn Michaels - Shelton Benjamin - Tajiri - The Hurricane - Triple H - The Undertaker - William Regal | - Christy Hemme - Stacy Keibler - Torrie Wilson - Trish Stratus | - Bret Hart - Hulk Hogan - Mankind - Steve Austin - The Rock |